# Аллега, Бохор
Бохор Аллега, также Алега или Альега (фр. Bohor Hallegua, ок. 1880 — после 1914) — турецкий и французский шахматист, мастер. Уроженец Османской империи, еврей, сефардского происхождения, по национальности.

## Биография
Он активно участвовал в шахматных соревнованиях в 1913—1914 гг. В 1914 г. занял 2-е место в сильном по составу чемпионате кафе «Режанс» (6 очков из 9, позади Д. М. Яновского, впереди Ф. Лазара и ещё 7 шахматистов). В том же году участвовал в побочном турнире 19-го конгресса Германского шахматного союза. На момент остановки турнира он лидировал с 8 очками из 11, опережая на пол-очка И. Л. Рабиновича и О. Теннера (победы над К. Ауэсом, А. С. Селезневым, В. Схелфхаутом, З. Херландом, В. Гильзе и В. Шёнманом, ничьи с Ф. П. Богатырчуком, Б. Штудтом, К. Опоченским и Г. Гундерсеном, поражение от О. Теннера). Как победителю турнира, ему было присвоено звание мастера.
Участвовал в ряде консультационных партий с сильными шахматистами. В 1913 г. он вместе с А. Крамером играл белыми против Д. М. Яновского и Л. Нардуса (поражение на 32-м ходу), а год спустя играл белыми с Ф. Маршаллом и Л. Нардусом против М. Алтинтопа, де Крамера и А. Телегина (победа на 36 ходу).
Сейчас наиболее известен по показательной партии с А. А. Алехиным, сыгранной весной 1914 г. в Париже (будущий чемпион мира провел эффектную атаку и выиграл на 25-м ходу).
Максимальный исторический рейтинг Эло — 2329 (в 1914).
Судьба шахматиста после начала Первой мировой войны неизвестна.

## Спортивные результаты
| Год  | Город   | Соревнование                                                 | + | − | = | Результат | Место |
| ---- | ------- | ------------------------------------------------------------ | - | - | - | --------- | ----- |
| 1914 | Париж   | Турнир четырёх шахматистов                                   | 0 | 3 | 0 | 0 из 3    | 4     |
|      | Париж   | Чемпионат кафе «Режанс»                                      |   |   |   | 6 из 9    | 2     |
|      | Мангейм | 19-й конгресс Германского шахматного союза (побочный турнир) | 6 | 1 | 4 | 8 из 11   | 1     |